# Cristina Agosti-Garosci
Cristina Agosti-Garosci (Turín, 26 de abril de 1881-Ibidem, 2 de mayo de 1966) fue una autora y polonista italiana que tradujo al italiano importantes obras de la literatura polaca. Su hijo es el historiador jurídico Giorgio Agosti.

## Biografía
Agosti-Garosci nació en Turín el 26 de abril de 1881. Estudió lenguas y literatura románicas en la Universidad de Turín junto con Arturo Graf y Rodolfo Renier. Se doctoró con una tesis sobre Margarita de Navarra.
Después de finalizar sus estudios, Attilio Begey le contrató para el comité “Pro Polonia” que fundó en Turín. Comenzó a estudiar la cultura polaca y a traducir con su hermana mayor Clotilde. También trabajó en la administración del Instituto de Cultura Polaca y en la Società pro Cultura Femminile.
Escribió varios artículos literarios, inicialmente en revistas como "Nuova Antologia", "Giornale Storico della Letteratura Italiana", "Vita Italiana", "Rivista delle Letterature Slave" y "Europa Orientale" y luego a menudo en forma abreviada, como prólogos de traducciones realizadas inicialmente con su hermana.
En 1928 Agosti-Garosci hizo unos estudios polacos en italiano en Zakopane; esa fue su única estancia en Polonia.
También escribió artículos sobre literatura polaca en el “Dizionario delle opere e dei personaggi di tutti i tempi e di tutte le letterature” (Bompiani, 1949-1952, 1957).
Después de la Segunda Guerra Mundial recibió la Cruz de Oficial de la Orden de Polonia Restituta por sus servicios.

## Obras

### Ensayos
- La genesi di un grande poema, En: Nuova Antologia 1917 (Prólogo a la traducción en prosa italiana de Clotilde Garosci por Pan Tadeusz en las ediciones de 1924 y 1955)

### Traducciones
- Irydion de Zygmunt Krasiński, 1926 (con Clotilde Garosci)
- Selección de las novelas de Stefan Żeromski, 1928 (con Clotilde Garosci)
- Italia de Maria Konopnicka, 1929 (con Clotilde Garosci)
- Popioły de Stefan Żeromski, 1930 y 1946 (con Clotilde Garosci)
- Kordian y Mazepa de Juliusz Słowacki, 1932 (con Clotilde Garosci)
- Dary wiatru północnego de Wacław Sieroszewski, 1946
- Pustyni i puszczy de Henryk Sienkiewicz, 1947
- Selección de las novelas de Henryk Sienkiewicz, 1953
- Quo vadis de Henryk Sienkiewicz, 1950
- Życie Chopina por Kazimierz Wierzyński, 1955
- Placówka de Bolesław Prus, 1961